# Cancro (astrologia)

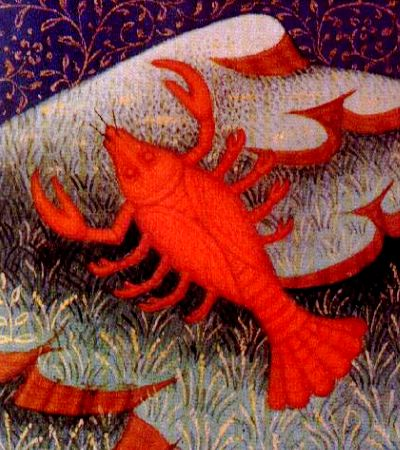
Cancro rappresentato in un libro di astrologia del XV secolo

Il Cancro (♋︎) è il quarto dei 12 segni zodiacali dell'astrologia occidentale, situato tra Gemelli e Leone.

## Caratteristiche
Governato dalla Luna, il Cancro — appartenente ai segni d'acqua — è il segno cardinale che dà avvio all'estate: posto in coincidenza del solstizio di tale stagione, la sua durata copre infatti i giorni dal 21 giugno al 22 luglio. Il suo colore è l'argento. Al Cancro è simbolicamente collegata la ritirata del Sole sino al punto più alto, ricordando il procedere a ritroso del granchio. Con Giove in esaltazione, Saturno in esilio e Marte in caduta, il Cancro si trova in opposizione al Capricorno (segno cardinale di terra collocato al principio dell'inverno).
Secondo l'astrologia, a caratterizzare i nati in tale segno è l'attaccamento alla propria casa e famiglia, nonché la protezione della memoria ed una spiccata sensibilità: si crede siano inoltre diffusi la fedeltà nella sfera amorosa, l'animo introverso e la tendenza ad alternare stati di umore differenti (lunaticità, collegato all'astro protettore del segno). Per stabilire l'esatta posizione del Sole nel segno nei giorni estremi è necessario consultare le effemeridi.
Insieme al Capricorno è l'unico dei due segni che danno anche nome a un tropico terrestre: si trova a nord dell'Equatore.